# Абсаидов, Сайпулла Атавович
Сайпулла Атавович Абсаидов (род. 14 июля 1958, Тарки) — советский борец вольного стиля, чемпион Олимпийских игр 1980 года в лёгком весе. Заслуженный мастер спорта СССР (1980).

## Тренерская карьера
В конце июля 2009 года возглавил сборную Азербайджана по вольной борьбе. В ноябре 2016 года был назначен на должность старшего тренера молодёжной сборной Азербайджана по вольной борьбе.
31 августа 2012 года президент Азербайджана и Национального олимпийского комитета Ильхам Алиев наградил Абсаидова орденом «Шохрат» (Слава). В 2015 году награждён Почётным дипломом Президента Азербайджанской Республики. В 2016 году указом президента Азербайджана был награждён медалью «Прогресс».
В конце октября 2021 года назначен главным тренером сборной России по женской борьбе.

## Личная жизнь
Окончил исторический факультет Дагестанского государственного университета. Выступал за «Динамо» (Махачкала). По национальности — кумык.

## Достижения
- Чемпион Олимпийских игр 1980 года.
- Чемпион мира 1981 года.
- Обладатель Кубка мира 1978 года.
- Чемпион Европы 1980 года.
- Серебряный призёр чемпионата Европы 1978 года.
- Чемпион СССР 1980 и 1981 годов.